# 小此木八郎
小此木 八郎（おこのぎ はちろう、1965年〈昭和40年〉6月22日 - ）は、日本の政治家。
国家公安委員会委員長、内閣府特命担当大臣（防災）（第4次安倍内閣）、
経済産業副大臣（第2次小泉改造内閣・第3次小泉内閣）、衆議院議員（8期）、衆議院安全保障委員長、自由民主党青年局長、自由民主党国会対策副委員長、自由民主党副幹事長、自由民主党国会対策委員長代理（初代）、自由民主党神奈川県連会長等を歴任した。

## 来歴
神奈川県横浜市中区出身。父親は元衆議院議員の小此木彦三郎、祖父は実業家で、衆議院議員を1期務めた小此木歌治。藤木企業の藤木幸夫が小此木彦三郎の妻に「久しぶりに男の子を産んだね」と声をかけると「次男が生まれて8年目です」という返事が返ってきたため、三男であったにもかかわらず藤木によって「八郎」と名付けられた。1975年、小学校4年の時に菅義偉が父の秘書となる。菅は小此木家の自宅近くのアパートに住み、毎朝小此木の家に通った。
玉川学園高等部、玉川大学文学部英米文学科理財専攻卒業。
1989年、父の事務所に入所し秘書を務める。菅は2年前に横浜市会議員になっていたが、八郎の指導係を務めた。「菅さんからは選挙における挨拶まわりから〝せがれ〟としての立場の振る舞い方、頭の下げ方にいたるまで、基礎を習いました」と八郎は証言している。
1991年、父の彦三郎が議員会館の階段で転落し、死去。彦三郎は渡辺派に所属していたため、翌1992年、領袖の渡辺美智雄は失意の八郎を引き取り、外相秘書官に据えた。

### 衆議院議員

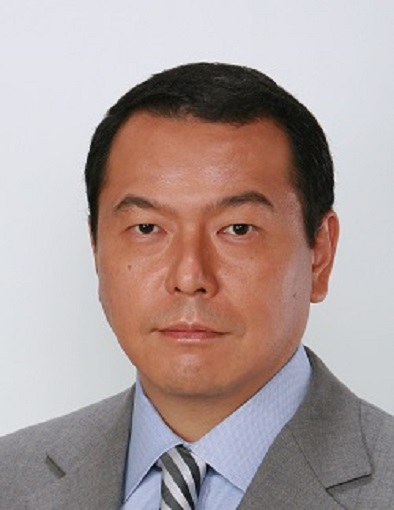
肖像写真（2008年撮影）

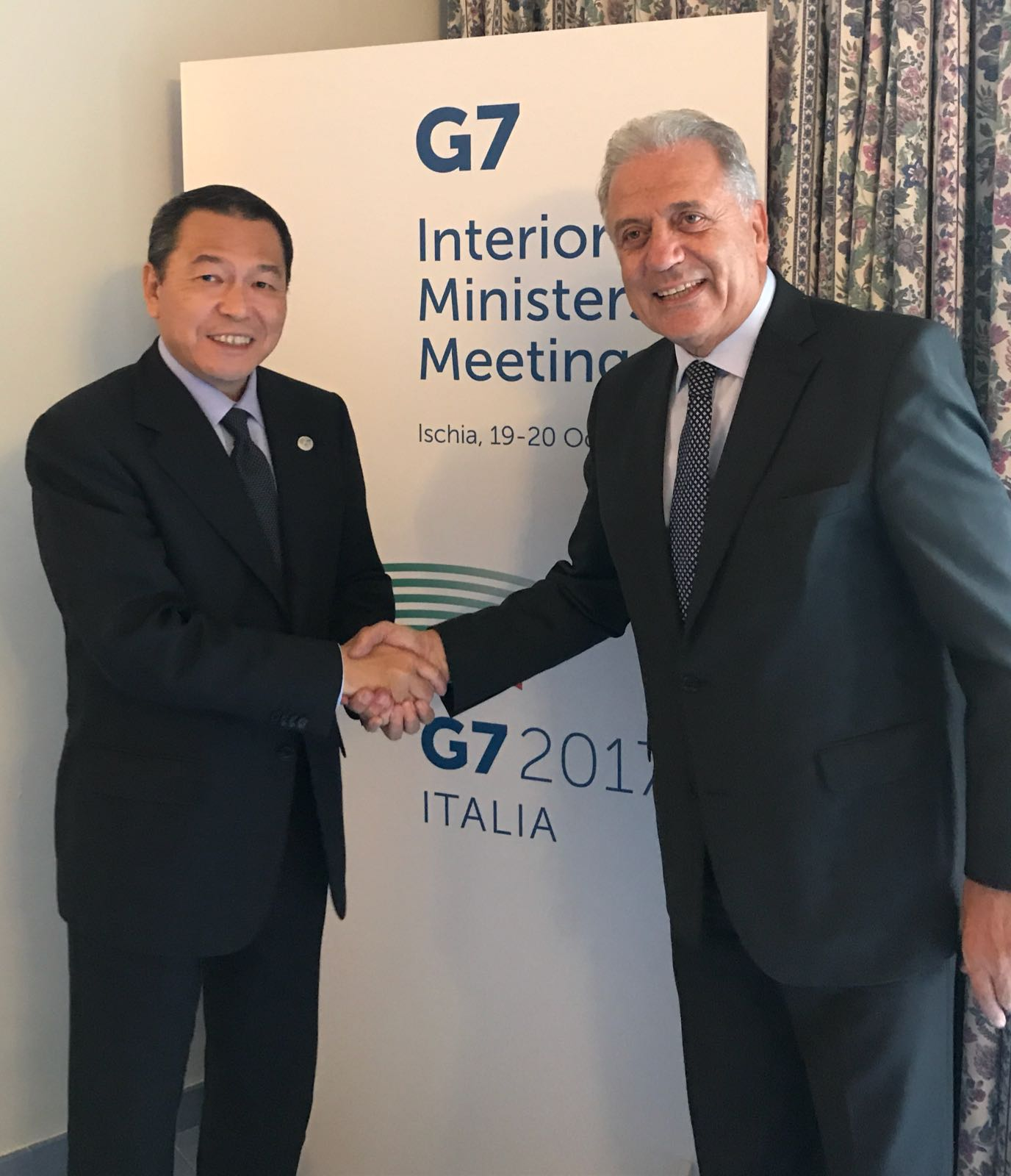
2017年、イタリアにて

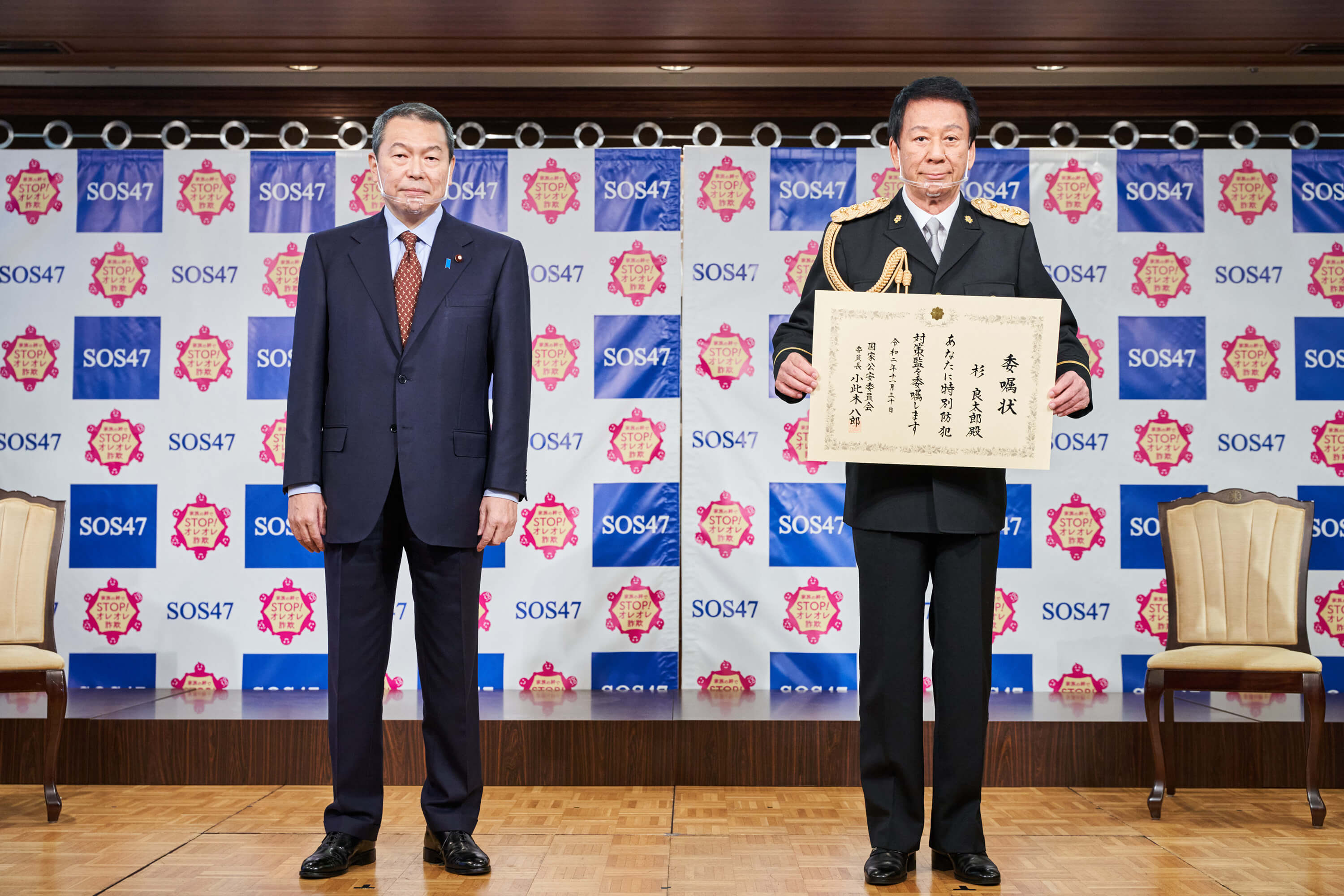
2020年、杉良太郎と

次期衆院選に向け、小沢辰男の秘書をした長男の歌藏を後継とするか、三男の八郎にするか問題となった（次男は日本航空に勤務していたため選から外れた）。一時、歌藏に決まりかけるが、母親が「歌藏は家業を継がないといけないから」と八郎に決めてしまった。そこへ市議2期目の菅義偉が取り入り、八郎擁立が確定した。彦三郎が生前「後継者は三男に」と話していたことなども決め手となった。1992年2月8日、八郎は記者会見し、衆院選出馬を表明した。
1993年7月に行われた衆院選に旧神奈川1区（定数4）から立候補。菅は選挙事務所の事務長として奔走し、八郎は得票数3位で初当選した。
1996年の第41回衆議院議員総選挙では、小選挙区比例代表並立制の導入により、神奈川3区から立候補。なお父・彦三郎の地盤だった旧1区のうち、神奈川区・鶴見区が含まれる3区からは八郎が、西区が含まれる2区からは菅がそれぞれ立候補した。菅は選挙区で当選した一方、八郎は新進党の西川知雄に惜敗し、重複立候補していた比例南関東ブロックで復活した。
2000年の第42回衆議院議員総選挙では、神奈川3区で民主党の加藤尚彦、改革クラブの西川知雄を破り、3選。同年、衆議院議事進行係に就任。
2001年、自民党国会対策副委員長に就任。2003年、衆議院安全保障委員長に就任。2004年、第2次小泉改造内閣で経済産業副大臣に任命され、第3次小泉内閣まで務める。2005年、自民党総務局次長に就任。
2009年の第45回衆議院議員総選挙では、神奈川3区で民主党の岡本英子に大敗し、比例復活もならず落選した。
2012年の第46回衆議院議員総選挙で民主党の勝又恒一郎、日本未来の党の岡本英子らを破り、3年ぶりに国政に復帰した。当選後、石破茂幹事長の下で副幹事長（筆頭）に起用される。
2013年、自民党国会対策委員長代理に就任。
2014年の第47回衆議院議員総選挙で7選。
かねてから石破茂は親しい関係にあり、石破の幹事長就任後、石破を中心に結成された「無派閥連絡会」にも参加していたが、2015年9月に石破が水月会を結成した際は参加せず、「脱派閥」を主張してきた石破による派閥の立ち上げに懐疑的な意見を示した。
2016年2月、自身が会長を務める自民党神奈川県連が、連立政権を組んでいる公明党に対して自民党本部が検討していた「同年の第24回参議院議員通常選挙における神奈川県選挙区（定数4）での公明党公認候補の推薦」に反対する方針を決定し、小此木自身も公明党候補の推薦に反対する考えを示した。結局、自民党は神奈川県選挙区で比例区から鞍替えした三原じゅん子を公認したほか、公明党の三浦信祐、無所属の中西健治を推薦し、いずれも当選したが、県連会長だった小此木は自民党所属議員に対し、公認候補である三原以外の応援に入らないよう通達を出していた。
2017年8月3日、第3次安倍第3次改造内閣で国家公安委員会委員長及び内閣府特命担当大臣（防災） に任命されて初入閣。その後の第48回衆議院議員総選挙で8選。2017年11月、第4次安倍内閣で国家公安委員会委員長及び防災担当大臣に再任。2018年10月2日の第4次内閣改造発足により国家公安委員会委員長及び防災担当大臣を退任。
2018年10月23日、自民党治安・テロ対策調査会長に就任。
2020年9月14日に行われる自民党総裁選挙で菅義偉の選挙対策本部長を務めた。菅が総裁に選出され、9月16日の発足の菅義偉内閣では国家公安委員会委員長、内閣府特命担当大臣（防災担当）、内閣府特命担当大臣（海洋政策）に就任。

### 2021年横浜市長選挙

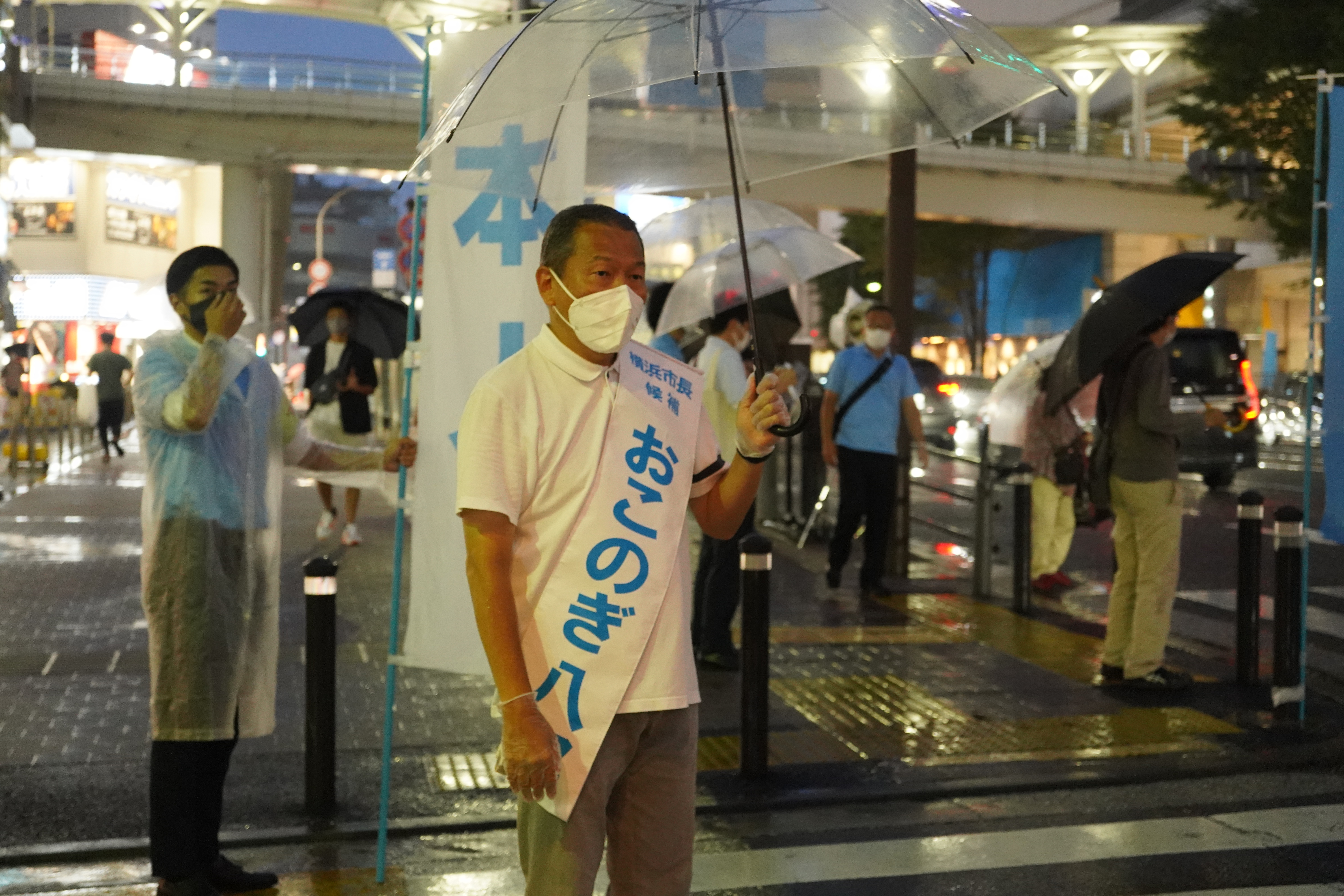
2021年7月18日に衆議院議員を辞職し、同年8月の横浜市長選挙に立候補。上大岡駅前にて。

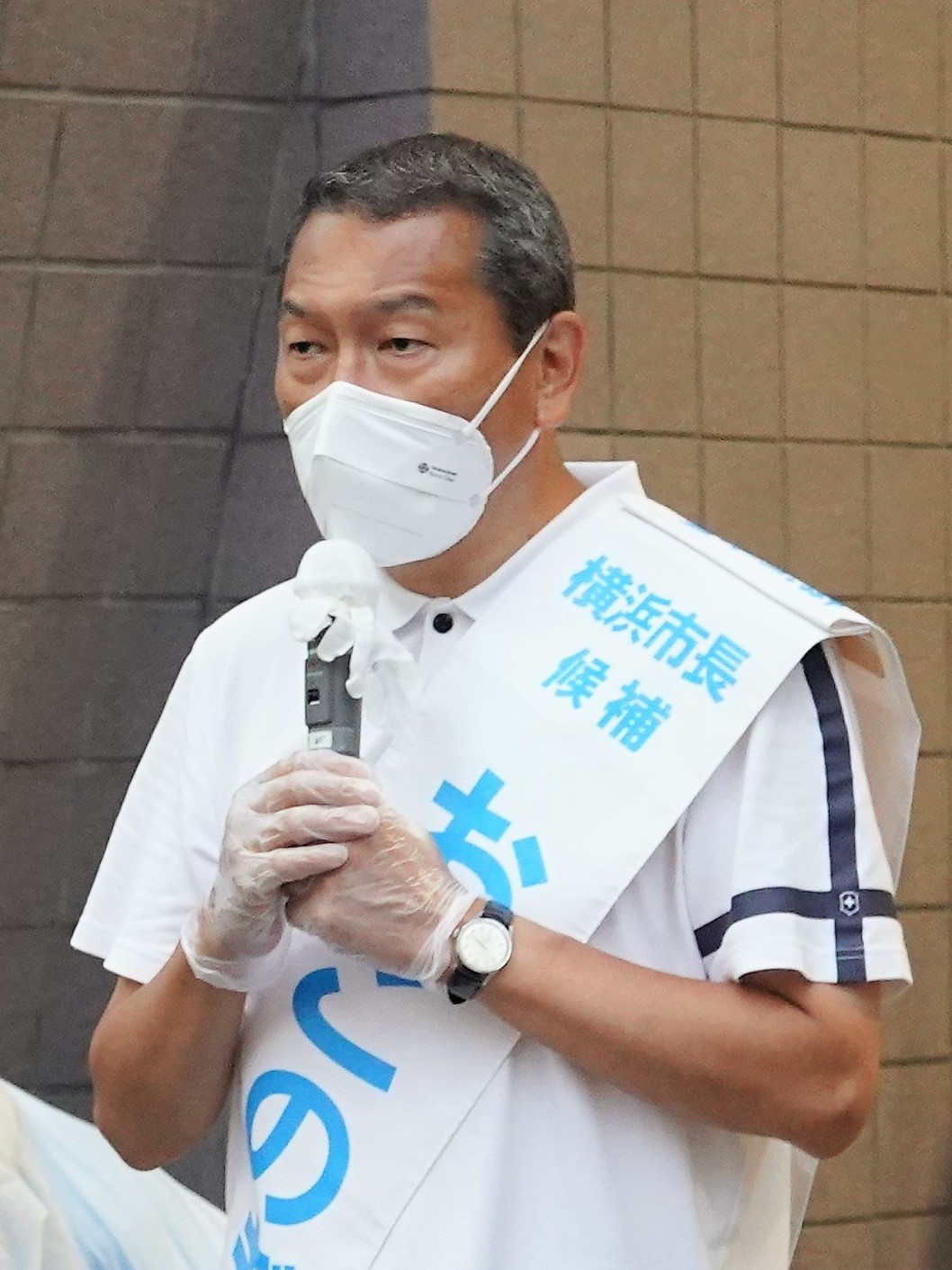
2021年8月14日、応援演説にて

2021年5月下旬、菅義偉首相と面会し、横浜市長選挙出馬を伝えた。また、担当中の重要土地利用規制法案成立に最後まで努力すると伝えた。菅は長い沈黙の後「わかった」とだけ言ったという。
同年6月22日、閣議後の会見で、同年8月22日投開票の横浜市長選挙へ立候補を表明。6月25日に出馬表明会見を行い、統合型リゾート（IR）中止も明言した。同日、菅首相に国家公安委員会委員長の辞表を提出し、同月末には党神奈川県連会長を辞任。
自民党横浜市連内部では、小此木が掲げるIR誘致中止を受け入れ、小此木の推薦を求める意見が県議を中心にあったが、IR推進の市議の一部が強く反発。最終的に会長の坂井学官房副長官に一任。7月11日、市連は、坂井の判断で自主投票を決定した。7月15日、現職の林文子も立候補を正式表明し、保守分裂選挙は確定的となった。
7月16日、衆議院に議員辞職願を提出し、同月18日に大島理森衆議院議長より議員辞職が許可。
7月20日、自民党の有志による決起集会が開催され、公明党の上田勇県本部代表も登壇。「横浜の（公明党）県議、市議全員が、横浜のリーダーを任せることができるのは小此木先生しかいないという意見で一致した」と明言した。ただし公明党本部は後の中央幹事会で、自主投票を決定した。
同年7月29日、小此木の事務所は「意見広告」としてタウンニュースに、小此木と菅の対談記事を掲載。記事の中で菅は小此木を「全面的かつ全力で応援する」と明言した。
ゼネコン各社は現職の林とIR誘致を進めてきた立場にあった。この点を踏まえ、7月後半以降、元国交官僚の和泉洋人首相補佐官は、鹿島建設の押味至一会長ら大手ゼネコンのトップに直接電話し、小此木支援を要請した。和泉は「取引先にも周知してほしい。従わなければ今後、国内どころか、海外の事業にも影響が出るだろう」と協力を迫り、これを「脅しの電話だ」と捉える経営者もいた。菅も8月3日の党役員会で「小此木八郎をお願いします」と呼びかけを行い、新田章文首相秘書官を小此木の選挙事務所に送った。
8月8日、横浜市長選挙が告示。自民党神奈川県議全員と、党の市議36人中の30人が小此木の支援に回った。出陣式には菅と小泉進次郎を除く神奈川県選出の自民党国会議員の大半が参加し、野田聖子、浜田靖一も参加した。
8月10日、朝日新聞の調査で「小此木がわずかな差で先行し、山中竹春と林が激しく追う展開」と報道されたが、8月14日の神奈川新聞の情勢分析では「山中が先行し、小此木が追う展開。林、松沢成文、田中康夫が続く」と報じた。菅も、自ら支援者らに電話して小此木支持を訴えた。8月16日には選挙事務所で坂井学、神奈川県議、横浜市議らと挽回策を協議し、ポスターの『強い覚悟で横浜市政へ』という文言を『災害級のコロナ危機 前防災担当大臣が横浜を守る。』へ変更。また、『IR取りやめ』の文字に重ねた×マークもポスターから取り除き、全面貼り替えを進めた。
投開票日の8月22日、NHKは午後8時に「山中竹春当選確実」と報道。小此木の総得票数は325,947票（21.62％）に留まり、506,392票（33.59％）を得た山中の次点に留まった。小此木は菅へ電話をするも繋がらず、ショートメールで礼の言葉を送ると、菅は「ご苦労様」と返信したという。自民党幹部は「党として推薦や支援をした候補ではない」として、市長選の結果に係る取材は拒否した。同日夜、小此木は記者団の取材で政界引退の意向を表明した。

## 政策・主張
- 日本国憲法の改正に賛成[64]。
- 集団的自衛権の行使を禁じる内閣法制局の憲法解釈の見直しに賛成[64]。
- 日本国憲法を改正して一院制にすることに賛成[64]。
- 消費税を2014年に8%、2015年に10%に増税することに賛成[64]。
- 基礎年金制度は現行のままとすべき[64]。
- 新基準を満たした原発は再稼働すべき[64]。
- 2030年代の原発稼働ゼロを目指す政府の目標に反対[64]。
- 普天間飛行場の移設先は名護市辺野古とするべき[64]。
- 政府が尖閣諸島を国有化したことを評価しない[64]。
- 日本の環太平洋戦略的経済連携協定 (TPP) への参加に賛成[64]。
- 政党への企業献金・団体献金を禁止する必要はない[64]。
- 選択的夫婦別姓について「進めていくべき話」[65]
- 女性宮家に反対[64]。
- 今後の国際情勢によっては日本の核武装を検討すべき[64]。

## 人物
- 2017年時点では、超党派の愛煙家国会議員からなる議員連盟「もくもく会」に所属していた[66]。事務所職員によると、2018年時点では喫煙者ではない[67]。
- 2018年時点では、大臣執務室は小此木の判断で禁煙にしておらず、喫煙が可能だった[67][68]。
- 好きな食べ物は、カレーパンと竹輪フライ[69]

## 選挙歴
| 当落 | 選挙                   | 執行日         | 年齢 | 選挙区                  | 政党       | 得票数     | 得票率 | 定数 | 得票順位 /候補者数 | 政党内比例順位 /政党当選者数 |
| ---- | ---------------------- | -------------- | ---- | ----------------------- | ---------- | ---------- | ------ | ---- | ------------------ | ---------------------------- |
| 当   | 第40回衆議院議員総選挙 | 1993年07月18日 | 28   | 旧神奈川1区             | 自由民主党 | 8万1673票  | 12.67% | 4    | 3/11               | /                            |
| 比当 | 第41回衆議院議員総選挙 | 1996年10月20日 | 31   | 比例南関東（神奈川3区） | 自由民主党 | 5万6700票  | 29.41% | 1    | 2/6                | /                            |
| 当   | 第42回衆議院議員総選挙 | 2000年06月25日 | 35   | 神奈川3区               | 自由民主党 | 6万1016票  | 29.27% | 1    | 1/6                | /                            |
| 当   | 第43回衆議院議員総選挙 | 2003年11月09日 | 38   | 神奈川3区               | 自由民主党 | 9万1207票  | 44.12% | 1    | 1/5                | /                            |
| 当   | 第44回衆議院議員総選挙 | 2005年09月11日 | 40   | 神奈川3区               | 自由民主党 | 13万1831票 | 53.20% | 1    | 1/5                | /                            |
| 落   | 第45回衆議院議員総選挙 | 2009年08月30日 | 44   | 神奈川3区               | 自由民主党 | 8万9588票  | 34.49% | 1    | 2/6                | /                            |
| 当   | 第46回衆議院議員総選挙 | 2012年12月16日 | 47   | 神奈川3区               | 自由民主党 | 8万5451票  | 36.98% | 1    | 1/6                | /                            |
| 当   | 第47回衆議院議員総選挙 | 2014年12月14日 | 49   | 神奈川3区               | 自由民主党 | 10万2323票 | 50.19% | 1    | 1/4                | /                            |
| 当   | 第48回衆議院議員総選挙 | 2017年10月22日 | 52   | 神奈川3区               | 自由民主党 | 10万1157票 | 50.22% | 1    | 1/5                | /                            |
| 落   | 横浜市長選挙           | 2021年8月22日  | 56   | ー                      | 無所属     | 32万5947票 | 21.62% | 1    | 2/8                | /                            |

## 所属団体・議員連盟
- 神道政治連盟国会議員懇談会[70]
- みんなで靖国神社に参拝する国会議員の会[70]
- 創生「日本」[70]
- 海事振興連盟
- 新憲法制定議員同盟
- 日華議員懇談会
- トラック輸送振興議員連盟
- ギインズ[71]
- もくもく会[66]
- APPU（アジア・太平洋国会議員連合）
- LPG対策議員連盟
- 生活衛生議員連盟
- 看護問題対策議員連盟
- 情報化教育促進議員連盟
- 獣医師問題議員連盟
- 情報産業振興議員連盟
- 自動車議員連盟
- 自由民主党自動車整備議員連盟
- スポーツ議員連盟
- 栄養士議員連盟
- 日米国会議員連盟
- 栄養教諭議員連盟
- 税理士制度改革推進議員連盟
- 石油流通問題議員連盟
- さくら振興議員連盟
- 幼児教育議員連盟
- 公団住宅住居者を守る議員連盟
- 都市農業研究会
- 賃貸住宅対策議員連盟
- 国民歯科問題議員連盟
- リニアコライダー（先端線形加速器）国際研究所建設議員連盟
- 自由民主党タクシー・ハイヤー議員連盟
- 自由民主党フラワー産業議員連盟
- 警備業の更なる発展を応援する議員連盟
- 分散型エネルギーシステム推進議員連盟
- 自由民主党冠婚葬祭互助制度振興議員連盟
- 港湾議員連盟
- 建設現場における墜落災害撲滅・安全足場設置議員連盟
- 国民医療を守る議員の会
- 統合医療推進議員連盟
- 自由民主党水道事業促進議員連盟
- 横浜港議員連盟会長
- 宅地建物等対策議員連盟
- ストップ結核パートナーシップ推進議員連盟
- 骨髄・さい帯血バンク議員連盟
- 選択的夫婦別氏制度を早期に実現する議連
- 無派閥有志の会[72]
- 日本の印章制度・文化を守る議員連盟（顧問）[73]